# Witham (rivière)
Pour les articles homonymes, voir Witham (homonymie).
La Witham est une rivière du Lincolnshire en Angleterre. Elle prend sa source au sud de Grantham, traverse Lincoln et se jette à Boston dans The Haven (en), un des bras de l'estuaire The Wash.